# Oligoaeschna uemurai
Oligoaeschna uemurai – gatunek ważki z rodziny żagnicowatych (Aeshnidae).